# Torino (provins)
Provinsen Torino (it. Provincia di Torino) er en provins i regionen Piemonte i det nordlige Italien. Torino er provinsens hovedby.
Der var 2.165.619 indbyggere ved folketællingen i 2001.

## Geografi
Provinsen Torino grænser til:
- i nord mod Valle d'Aosta,
- i øst mod provinserne Biella, Vercelli, Alessandria og Asti,
- i syd mod provinsen Cuneo og
- i vest mod Frankrig (departementerne Hautes-Alpes og Savoie).

Hovedbyen Torino ligger nede på slettelandet ved Po 240 moh. Ved grænsen mod Valle d'Aosta ligger nationalparken Gran Paradiso. Her findes flere bjerge med Gran Paradiso (4061 moh) som det højeste.
Der findes flere dale i Alperne, deriblandt Val di Susa med motorvejforbindelse til Frankrig.

## Olympiske lege
Torino var i 2006 arrangør for de olympiske vinterlege. Konkurrencerne blev afholdt udenfor selve byen, mens de fleste af ceremonierne foregik inde på stadionanlægget i Torino
45°04′N 7°42′Ø / 45.07°N 7.7°Ø